# Marisol González (presentadora española)
Marisol González (San Sebastián, 18 de diciembre de 1942) es una presentadora española de televisión retirada.

## Trayectoria
Tras ser elegida Miss Guipuzcoa, tuvo ocasión de convertirse en locutora de Radio Guipúzcoa. Ingresó en TVE en 1962, sustituyendo a Ana María Solsona en los estudios de Miramar de Barcelona, hasta que en 1966 es trasladada a Prado del Rey, como locutora de continuidad. Se hizo especialmente popular por su labor en distintos programas de Televisión española durante las décadas de los años 60 y 70, siendo destacado "Club Mediodía", los domingos, con Joaquín Prat, y el espacio para personas con discapacidad auditiva Hablamos. En los 70 pasó a los servicios informativos, participando en Tele-Revista y en diversos telediarios, sobre todo los del fin de semana.
Esa popularidad le sirvió también para participar en algunas películas de la época como Los subdesarrollados (1968) o El astronauta (1970), ambas con Tony Leblanc.
Estaba casada con el también periodista Fernando Gayo. Se retiró de TVE cuando éste ocupó un puesto diplomático en la embajada española en Viena.

## Trayectoria en TV
- Estilo (1962)
- Aquí España (1966)
- Especial Nochevieja (1966)
- Club mediodía (1967)
- Festival de Benidorm (1969)
- Canción 71 (1971)
- Siempre en domingo (1972)
- Tele-Revista (1974)
- Revistero (1975-1976)
- Hora 15 (1977)
- Hablamos (1977)
- Gaceta cultural (1979)
- Telediario (1979)